# Barc
Barc is een gemeente in het Franse departement Eure (regio Normandië). De plaats maakt deel uit van het arrondissement Bernay. Barc telde op 1 januari 2022 1.168 inwoners.

## Geografie
De oppervlakte van Barc bedroeg op 1 januari 2022 11,35 vierkante kilometer; de bevolkingsdichtheid was toen 102,9 inwoners per km².

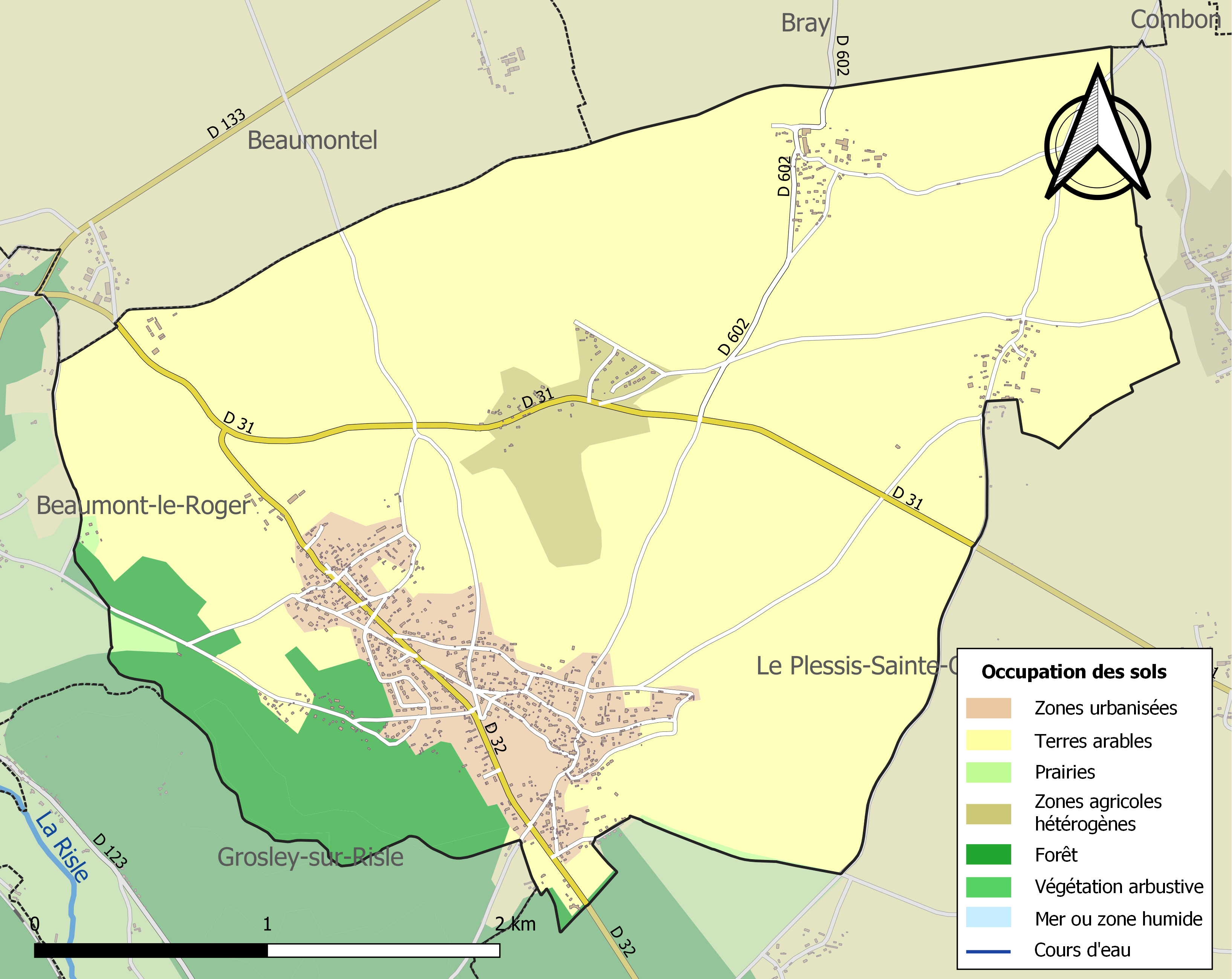
Kaart van de gemeente met belangrijkste infrastructuur, bodemgebruik en omliggende gemeenten

## Demografie
Onderstaande figuur toont het verloop van het inwonertal (bron: INSEE-tellingen).